# Paratophysis
Paratophysis is een kevergeslacht uit de familie van de boktorren (Cerambycidae). De wetenschappelijke naam van het geslacht werd voor het eerst geldig gepubliceerd in 1970 door Gressitt & Rondon.

## Soorten
Paratophysis is monotypisch en omvat slechts de volgende soort:
- Paratophysis sericea (Gressitt & Rondon, 1970)